# 栗谷 (川崎市)
栗谷（くりや）は、神奈川県川崎市多摩区の地名。現行行政地名は栗谷1丁目から栗谷4丁目。住居表示実施済区域。

## 地理
多摩区の南西部に位置し、東に三田、南と西に南生田、北西と北に西生田と接している。

### 地価
住宅地の地価は、2025年（令和7年）1月1日の公示地価によれば、栗谷3丁目24-15の地点で26万3000円/m²となっている。

## 歴史

### 沿革
- 1977年（昭和52年）2月28日 - 住居表示の実施に伴い、生田の一部を分離し、栗谷1丁目から栗谷4丁目を新設[5][7]。

## 世帯数と人口
2025年（令和7年）6月30日現在（川崎市発表）の世帯数と人口は以下の通りである。
| 丁目      | 世帯数    | 人口    |
| --------- | --------- | ------- |
| 栗谷1丁目 | 599世帯   | 1,068人 |
| 栗谷2丁目 | 643世帯   | 1,249人 |
| 栗谷3丁目 | 1,044世帯 | 1,707人 |
| 栗谷4丁目 | 476世帯   | 827人   |
| 計        | 2,762世帯 | 4,851人 |

### 人口の変遷
国勢調査による人口の推移。
| 年                 | 人口  |
| ------------------ | ----- |
| 1995年（平成7年）  | 4,959 |
| 2000年（平成12年） | 4,829 |
| 2005年（平成17年） | 4,819 |
| 2010年（平成22年） | 4,987 |
| 2015年（平成27年） | 4,895 |
| 2020年（令和2年）  | 5,077 |

### 世帯数の変遷
国勢調査による世帯数の推移。
| 年                 | 世帯数 |
| ------------------ | ------ |
| 1995年（平成7年）  | 2,325  |
| 2000年（平成12年） | 2,401  |
| 2005年（平成17年） | 2,437  |
| 2010年（平成22年） | 2,616  |
| 2015年（平成27年） | 2,626  |
| 2020年（令和2年）  | 2,821  |

## 学区
市立小・中学校に通う場合、学区は以下の通りとなる（2022年3月時点）。
| 丁目      | 番・番地等          | 小学校               | 中学校               |
| --------- | ------------------- | -------------------- | -------------------- |
| 栗谷1丁目 | 1～7番 9番 11～13番 | 川崎市立生田小学校   | 川崎市立南生田中学校 |
| 栗谷1丁目 | 8番 10番            | 川崎市立南生田小学校 | 川崎市立南生田中学校 |
| 栗谷2丁目 | 全域                | 川崎市立南生田小学校 | 川崎市立南生田中学校 |
| 栗谷3丁目 | 全域                | 川崎市立生田小学校   | 川崎市立南生田中学校 |
| 栗谷4丁目 | 1～3番              | 川崎市立生田小学校   | 川崎市立南生田中学校 |
| 栗谷4丁目 | 4～10番             | 川崎市立南生田小学校 | 川崎市立南生田中学校 |

## 事業所
2021年（令和3年）現在の経済センサス調査による事業所数と従業員数は以下の通りである。
| 丁目      | 事業所数 | 従業員数 |
| --------- | -------- | -------- |
| 栗谷1丁目 | 8事業所  | 45人     |
| 栗谷2丁目 | 9事業所  | 154人    |
| 栗谷3丁目 | 46事業所 | 350人    |
| 栗谷4丁目 | 15事業所 | 98人     |
| 計        | 78事業所 | 647人    |

### 事業者数の変遷
経済センサスによる事業所数の推移。
| 年                 | 事業者数 |
| ------------------ | -------- |
| 2016年（平成28年） | 77       |
| 2021年（令和3年）  | 78       |

### 従業員数の変遷
経済センサスによる従業員数の推移。
| 年                 | 従業員数 |
| ------------------ | -------- |
| 2016年（平成28年） | 989      |
| 2021年（令和3年）  | 647      |

## 施設
- 川崎市錦ヶ丘こども文化センター[18]
- 川崎市消防局多摩消防署栗谷出張所

## その他

### 日本郵便
- 郵便番号 : 214-0039[3]（集配局 : 登戸郵便局[19]）

### 警察
町内の警察の管轄区域は以下の通りである。
| 町丁      | 番・番地等 | 警察署     | 交番・駐在所 |
| --------- | ---------- | ---------- | ------------ |
| 栗谷1丁目 | 全域       | 多摩警察署 | 長沢交番     |
| 栗谷2丁目 | 全域       | 多摩警察署 | 長沢交番     |
| 栗谷3丁目 | 全域       | 多摩警察署 | 長沢交番     |
| 栗谷4丁目 | 全域       | 多摩警察署 | 長沢交番     |